# 巴拉克里斯赫纳姆帕蒂
巴拉克里斯赫纳姆帕蒂（Balakrishnampatti），是印度泰米尔纳德邦Tiruchirappalli县的一个城镇。总人口8596（2001年）。

## 人口
该地2001年总人口8596人，其中男性4255人，女性4341人；0—6岁人口946人，其中男479人，女467人；识字率61.54%，其中男性为71.40%，女性为51.88%。